# Alessandro Nannini
Alessandro Nannini (Siena, 7 de julho de 1959) é um ex-automobilista italiano. Disputou o Campeonato Mundial de Fórmula 1 entre os anos de 1986 e 1990, participando de 78 Grandes Prêmios, obtendo uma vitória, 2 voltas mais rápidas e 65 pontos, representando as equipes Minardi e Benetton. Ele, que também disputou 3 edições das 24 Horas de Le Mans, é também o irmão mais novo da cantora de rock Gianna Nannini.

## Carreira
Nannini iniciou a carreira no motocross, passando para provas de rali, ainda no final dos anos 70. Em 1981 venceu o campeonato italiano de Fórmula Itália. Em 1982 ingressou a Fórmula 2 pela equipe Minardi, num relacionamento que o levaria à Fórmula 1 quatro anos depois. Ainda em 82 disputou corridas com carros esporte, vencendo algumas provas - liderou boa parte das 24 Horas de Le Mans formando dupla com Martin Wollek.

### Chegada à Fórmula 1
Quando a Minardi iniciou seu projeto para a Fórmula 1, Nannini foi rapidamente contratado para fazer dupla com o compatriota Andrea de Cesaris, um piloto reconhecidamente rápido e experiente, em 1986. Apesar do equipamento frágil (Nannini só completou uma prova em seu ano de estreia), o piloto mostrou-se tão competente quanto seu companheiro de equipe, ao menos nas sessões de classificação. Alessandro permaneceu na equipe em 1987, e apesar das frequentes quebras, foi capaz de posicionar seu carro no pelotão intermediário do grid em quase todas as corridas. Anteriormente, sua primeira experiência na F-1 foi como test-driver da equipe Toleman, em 1985.

### Benetton

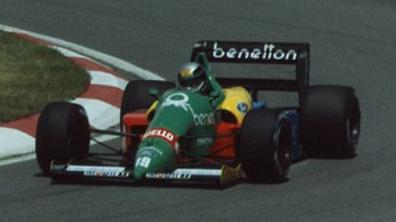
Nannini conduz o carro da Benetton Formula no GP do Canadá de 1988.

Seu desempenho chamou a atenção da equipe Benetton, embalada por 2 anos de grande sucesso e pronta para figurar entre as principais equipes. Durante o campeonato de 1988, Nannini subiu ao pódio por duas vezes. Em 1989, um acidente com seu compatriota e companheiro de equipe Emanuele Pirro no GP da Alemanha o colocou como o principal piloto da escuderia. Nannini obteve resultados expressivos, mas seu grande momento foi no Japão. Enquanto detinha a 3ª posição, os líderes Ayrton Senna e Alain Prost envolveram-se em um acidente, deixando a liderança para o italiano. Senna ainda voltaria à pista e recuperaria a liderança, mas seria desclassificado por cortar a chicane, dando assim a primeira (e única) vitória da carreira do italiano na Fórmula 1. Terminou a temporada em sexto lugar, com 32 pontos.

### Desempenho
Em 1990, Nannini tinha tudo para realizar um grande campeonato com a contratação do tricampeão Nelson Piquet como companheiro de equipe. Com o veterano piloto brasileiro, Nannini vinha se aperfeiçoando no desenvolvimento do carro. Naquele ano, o italiano obteve resultados regulares, incluindo três pódios: 2º na Alemanha e 3º em San Marino e na Espanha.

### O acidente de helicóptero
Porém, pouco depois do GP espanhol, sofreu um  acidente de helicóptero que encerrou sua carreira na Fórmula 1 - Nannini, embora possuísse brevê, preferia não pilotá-lo. Quando já pousava na chácara dos pais do piloto, o helicóptero bateu violentamente no solo, jogando Nannini, 2 amigos e o condutor da aeronave. Ao cair sobre um dos rotores, o braço direito de Alessandro foi decepado. Ele teve o restante do braço amarrado com um torniquete improvisado por seu pai, e foi levado a um hospital em Florença, onde passou por 10 horas de operação para reimplantar o braço.
Mesmo que o piloto recuperasse os movimentos, era praticamente improvável que Nannini voltasse a correr em alto nível. Ele ainda passou por duas cirurgias para recuperar a movimentação e várias sessões de fisioterapia, que renderam uma recuperação bem-sucedida a Nannini, substituído pelo brasileiro Roberto Pupo Moreno por sugestão de Piquet, que ao vencer o GP do Japão e tendo Moreno em segundo lugar, deu-se a primeira "dobradinha" brasileira na mesma equipe e a última até a temporada de 2007.

### Retomada da carreira
Nannini voltou às pistas em 1992, pilotando um Alfa Romeo no Campeonato Italiano de Superturismo, vencendo três provas. No mesmo ano, ele conseguiu realizar o sonho de pilotar um carro da Ferrari em Fiorano, guiando uma F92 adaptada. Antes do acidente, chegou a ser cogitado para substituir Nigel Mansell em 1991, mas recusou a proposta.
Em 1993 ingressou no DTM (o Campeonato Alemão de Turismo, então a categoria máxima das corridas de turismo). O estilo de pilotagem exigia demais do braço danificado do italiano, e um sistema de câmbio semiautomático foi criado para seu carro. No ano seguinte, venceu 4 provas. Em 1995 o Campeonato Internacional de Turismo substituiu o DTM em importância, e Nannini continuou correndo para a Alfa Romeo. Em 1996, aos 37 anos, venceu sete provas, terminando o campeonato em terceiro. O italiano ainda foi agraciado pela Benetton, sua ex-equipe, que deu a chance de andar num B196 em Estoril.

### Final da carreira
Em 1997, com o fim do I.T.C., Nannini mudou-se para o Campeonato Mundial de Grand Turismo, correndo pela Mercedes, e no mesmo ano ano venceu sua última prova como piloto profissional no mesmo circuito de Suzuka, onde vencera sua única prova na Fórmula 1. Em 1998, aos 39 anos, anunciou sua aposentadoria e abriu uma rede de cafeterias com seu nome.

### Tentativa de volta às pistas
Em janeiro, Nannini tentou retornar ao automobilismo quando foi confirmado como piloto da Grand Prix Masters, junto de seu substituto na Benetton, o brasileiro Roberto Moreno - no entanto, a categoria encerrou as atividades e ele abandonou novamente a carreira.

### Todos os resultados de Alessandro Nannini na Fórmula 1
(legenda) (Corridas em itálico indica volta mais rápida)
| Ano  | Equipe               | Chassis        | Motor                          | Pneus | 1       | 2       | 3       | 4       | 5       | 6       | 7       | 8       | 9       | 10      | 11      | 12      | 13      | 14      | 15      | 16      | Pontos | Posição  |
| ---- | -------------------- | -------------- | ------------------------------ | ----- | ------- | ------- | ------- | ------- | ------- | ------- | ------- | ------- | ------- | ------- | ------- | ------- | ------- | ------- | ------- | ------- | ------ | -------- |
| 1990 | Benetton Formula Ltd | Benetton B189B | Ford HB V8                     | G     | EUA 11º | BRA 10º |         |         |         |         |         |         |         |         |         |         |         |         |         |         | 21     | 8º       |
| 1990 | Benetton Formula Ltd | Benetton B190  | Ford HB V8                     | G     |         |         | SMR 3º  | MON Ret | CAN Ret | MEX 4º  | FRA 16º | GBR Ret | ALE 2º  | HUN Ret | BEL 4º  | ITA 8º  | POR 6º  | ESP 3º  |         |         | 21     | 8º       |
| 1989 | Benetton Formula Ltd | Benetton B188  | Ford Cosworth DFR V8           | G     | BRA 6º  | SMR 3º  | MON 8º  | MEX 4º  | EUA Ret | CAN DSQ |         |         |         |         |         |         |         |         |         |         | 32     | 6º       |
| 1989 | Benetton Formula Ltd | Benetton B189  | Ford HB V8                     | G     |         |         |         |         |         |         | FRA Ret | GBR 3º  | ALE Ret | HUN Ret | BEL 5º  | ITA Ret | POR 4º  | ESP Ret | JAP 1º  | AUS 2º  | 32     | 6º       |
| 1988 | Benetton Formula Ltd | Benetton B188  | Ford Cosworth DFR V8           | G     | BRA Ret | SMR 6º  | MON Ret | MEX 7º  | CAN Ret | EUA Ret | FRA 6º  | GBR 3º  | ALE 18º | HUN Ret | BEL DSQ | ITA 9º  | POR Ret | ESP 3º  | JAP 5º  | AUS Ret | 12     | 10º      |
| 1987 | Minardi Team         | Minardi M187   | Motori Moderni 615-90 V6 Turbo | G     | BRA Ret | SMR Ret | BEL Ret | MON Ret | EUA Ret | FRA Ret | GBR Ret | ALE Ret | HUN 11º | AUT Ret | ITA 16º | POR 11º | ESP DNS | MEX Ret | JAP Ret | AUS Ret | 0      | NC (26º) |
| 1986 | Minardi Team         | Minardi M185B  | Motori Moderni 615-90 V6 Turbo | P     | BRA Ret | ESP DNS | SMR Ret | MON NQ  | BEL Ret | CAN Ret | EUA Ret | FRA Ret | GBR Ret | ALE Ret | HUN Ret | AUT Ret | ITA Ret | POR Ret | MEX 14º | AUS Ret | 0      | NC (29º) |